# 德木楚克多爾濟
德木楚克多爾濟（19世纪—1909年），喀尔喀蒙古车臣汗部人，博尔济吉特氏。清朝第十八代车臣汗。
光绪十九年（1893年），第十七代车臣汗車林多爾濟去世，德木楚克多爾濟袭封。光绪二十三年（1897年）六月十三日光绪帝授德木楚克多爾濟为库伦办事大臣，光绪二十五年（1899年）九月廿八日革。德木楚克多尔济没有自己的儿子，在宣统元年（1909年）去世。宣统二年（1910年），那旺纳林赢得了车臣汗之位。